# Melky Cabrera
Melky Astacio Cabrer (ur. 11 sierpnia 1984) – dominikański baseballista występujący na pozycji zapolowego w Pittsburgh Pirates.

## Przebieg kariery
W wieku 17 lat, w listopadzie 2001 roku podpisał kontrakt z New York Yankees i początkowo występował w klubach farmerskich tego zespołu, między innymi w Columbus Clippers. W Major League Baseball zadebiutował 7 lipca 2005 w meczu przeciwko Cleveland Indians. 2 sierpnia 2009 w wygranym przez Yankees 8–5 spotkaniu z Chicago White Sox zaliczył cycle. W grudniu 2009 w ramach wymiany przeszedł do Atlanta Braves, zaś rok później do Kansas City Royals.
7 listopada 2011 roku podpisał kontrakt z San Francisco Giants. Do momentu transferu Cabrera miał średnią uderzeń 0,275, zaś będąc zawodnikiem Giants średnia ta znacznie się poprawiła. 29 maja 2012 zdobył 50 uderzeń w jednym miesiącu i wyprzedził pod tym względem Williego Maysa, zaś w kolejnym meczu zdobył 51. uderzenie i wyrównał rekord w tej klasyfikacji należący do Randy'ego Winna.
W 2012 w głosowaniu do pierwszej dziewiątki Meczu Gwiazd otrzymał największą liczbę głosów (7 521 784) spośród zawodników reprezentujących National League. Cabrera zaliczając dwa uderzenia w trzech podejściach oraz home runa w 4. inningu, został wybrany MVP All-Star Game jako piąty zawodnik w historii klubu San Francisco Giants.
15 sierpnia 2012 został zawieszony na 50 meczów po tym, jak wykryto w jego organizmie niedozwoloną substancję testosteron. Do tego momentu prowadził w National League w klasyfikacji średniej uderzeń (0,346), jednak po zawieszeniu został wykluczony z walki o tytuł najlepszego uderzającego w lidze. W listopadzie 2012 podpisał dwuletni kontrakt wart 16 milinów dolarów z Toronto Blue Jays.
W grudniu 2014 jako wolny agent przeszedł do Chicago White Sox, podpisując trzyletnią umowę wartą 42 miliony dolarów. W lipcu 2017 w ramach wymiany przeszedł do Kansas City Royals. W kwietniu 2018 został zawodnikiem Cleveland Indians, zaś w lutym 2019 Pittsburgh Pirates.

## Nagrody i wyróżnienia
| Nagroda/wyróżnienie | Lata | Źródło |
| All-Star            | 2012 | [ 3 ]  |
| All-Star Game MVP   | 2012 | [ 12 ] |